# José Santos Gollán
José Santos Gollán (Paraná, 1887 – 1970) è stato un giornalista argentino.
Nel 1907 entrò nel quotidiano La Prensa, dove fece una lunga carriera, arrivando a diventare inviato speciale nel Paese e all'estero e poi condirettore nel 1956.
Fu professore di giornalismo all'Università Nazionale di La Plata e fu anche fra i fondatori dell'International Press Institute.

## Premi
- Premio Maria Moors Cabot: 1939[7]